# Elfershausen
Elfershausen is een gemeente in de Duitse deelstaat Beieren. De gemeente, met de status van Markt, maakt deel uit van het Landkreis Bad Kissingen.
Elfershausen telt 2.792 inwoners.
Aura a.d. Saale ·
Bad Bocklet ·
Bad Brückenau ·
Bad Kissingen ·
Burkardroth ·
Elfershausen ·
Euerdorf ·
Fuchsstadt ·
Geroda ·
Hammelburg ·
Maßbach ·
Motten ·
Münnerstadt ·
Nüdlingen ·
Oberleichtersbach ·
Oberthulba ·
Oerlenbach ·
Ramsthal ·
Rannungen ·
Riedenberg ·
Schondra ·
Sulzthal ·
Thundorf i.UFr. ·
Wartmannsroth ·
Wildflecken ·
Zeitlofs